# Jeanine Tesori
Jeanine Tesori (Port Washington, 10 novembre 1961) è una compositrice statunitense, nota soprattutto per il suo lavoro a Broadway.

## Biografia
Conosciuta agli inizi della sua carriera come Jeanine Levenson, ha scritto le partiture dei musical Violet (1997), Thoroughly Modern Millie (2002), Caroline, or Change (2004), Shrek the Musical (2008), Fun Home (2014), Soft Power (2019) e Kimberly Akimbo. È stata candidata sei volte al Tony Award alla migliore colonna sonora originale, vincendolo nel 2015 per Fun Home e nel 2023 per Kimberly Akimbo. Fun Home e Soft Power le sono inoltre valsi due candidature al Premio Pulitzer per la drammaturgia.
Ha composto la colonna sonora di Come un uragano.